# شونی (داغستان)
شونی (به لاتین: Shuni) یک منطقهٔ مسکونی در روسیه است که در شهرستان لاکسکی واقع شده‌است.